# 孙贤鉥
孙贤鉥（1943年10月27日—2005年2月25日）是一位澳大利亚华人地球化学家。

## 生平
1943年出生于福建省福州市，抗日战争胜利后，随父母迁居台湾省台北市。1962年被保送至台湾大学地质系学习。1968年赴美国留学，1973年获得哥伦比亚大学博士学位。1973～1975年在石溪大学做博士后，从事碱性玄武岩的研究。1975年前往澳大利亚，先后在阿德莱德大学、澳大利亚联邦科学和工业研究组织(CSIRO)矿物研究实验室和澳大利亚矿产资源局(BMR, 后改名为AGSO/Geoscience Australia)等单位工作。1999年从Geoscience Australia退休。其后加入澳大利亚国立大学地球科学研究院继续从事地球化学研究。
2005年2月25日于澳大利亚首都坎培拉逝世。同年由孙贤鉥的亲属、生前好友及国内、外地学界知名学者联合在北京大学设立了“孙贤鉥基金”，用以奖励在地球化学领域取得优异成绩的青年学子。